# Academia de Béisbol Pastejé
Academia de Béisbol Pastejé, la cual llevó el nombre oficial de “Academia de la Liga Mexicana de béisbol Ing. Alejo Peralta y Díaz Ceballos”, se conformó el 25 de marzo de 1966, siendo presidente de la Liga Mexicana de Béisbol, Pedro Treto Cisneros, en el Complejo Industrial Pastejé, hoy Ciudad Industrial Alejo Peralta y Díaz Ceballos en el estado de México.
Tuvo sus inicios en el parque de béisbol del Club Hacienda en plena Ciudad de México, que después se traspasó a los terrenos de la ex-hacienda Pastejé cerca de la empresa IUSA y de la población de Ixtlahuaca, en Estado de México. Primero fue para formar peloteros para el club de béisbol Tigres Capitalinos, y luego cambió su objetivo para formar peloteros para Liga Mexicana de Beisbol.
En 1981, se formalizó e inició programa de formación profesional de donde, el 1 de marzo de 1982, egresó la primera generación de beisbolistas, enviando a 48 peloteros a los 16 equipos que en ese entonces conformaban la Liga Mexicana de Béisbol de verano.
El pastejeño y lanzador Ildefonso "Puma" Velázquez inició la temporada en la campaña 1982 con Monclova. Daniel Fernández egresó en 1983 y jugó 25 temporadas con Diablos Rojos del México. Francisco campos obtuvo la triple corona como lanzador en 2004 y José Isabel Ceseña fue el primer pastejeño que llegó a Grandes Ligas. 
Los creadores de la gran idea, fueron Alejo Peralta Quintero, Pedro Treto Cisneros y Roberto Manzur Galán, tres grandes visionarios, del béisbol en México. De la primera generación, surgieron los siguientes: Matías Carrillo, José de Jesús Rodríguez, Francisco Véliz Arvallo, Rosario Zamorano, Homar Rojas, Aurelio Zamudio, Ildefonso Velásquez, Manuel Morales, Miguel Serratos, Ricardo Solís, Miguel Aguilar, Luis Trinidad Castillo, Ramón Moya, Adolfo Navarro y Francisco Montaño. En su gran mayoría, no triunfaron en el béisbol profesional. Además de jugadores entrenaban árbitros del béisbol.
En total fueron 11 generaciones y más de 250 egresados de Pastejé, la última de ellas egresó en 1992. Entre ellos hubo algunos que llegaron a ligas mayores como Karim García, Miguel del Toro, Matías Carrillo, José Isabel Ceseña y Miguel Ojeda. Otros fueron líderes en diferentes categorías como Francisco Campos en picheo. 
Ahora a la Academia se le denomina la “Academia del Carmen” o la “Universidad del Béisbol” situada al norte de la zona urbana de Monterrey, Nuevo León, lugar en el que se desarrollan a los futuros jugadores de las organizaciones de la Liga Mexicana de Béisbol.
Similar a ésta academia es la “Academia Alfredo Harp Helú” en Oaxaca, de los Diablos Rojos del México y los Guerreros de Oaxaca. 700 jóvenes han pasado por ahí como Ramón Urías.